# Klaus Darga
Klaus Darga est un joueur d’échecs et entraîneur allemand  né à Berlin le 24 février 1934, grand maître international depuis 1964.

## Carrière
Klaus Darga est né à Berlin en 1934. Il fit des études en génie mécanique et travailla comme programmeur chez IBM.
Champion d'Allemagne de l'Ouest junior en 1951 (à Hambourg), Darga finit troisième du championnat junior d'Allemagne de l'Est (à Leipzig). En 1953, il termina premier ex æquo du championnat du monde d'échecs junior à Copenhague (+4 =3), mais Oscar Panno fut le champion du monde grâce à un meilleur départage.

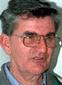
Klaus Darga au champ. du monde senior en 1997

Darga remporta le championnat d'échecs de Berlin-Ouest en 1954 et 1959. Il fut champion d'Allemagne de l'Ouest en 1955 à Höchst (Francfort-sur-le-Main) et en 1961 (à Bad Pyrmont).

### Olympiades
De 1954 à 1978, Darga participa à dix olympiades d'échecs pour l'Allemagne de l'Ouest (il ne fut absent qu'aux olympiades de 1966, de 1974 et de 1976). Lors de l'olympiade d'échecs de 1964, où il jouait au deuxième échiquier, l'équipe allemande reçut la médaille de bronze.

### Tournois internationaux
Vainqueur du tournoi de Madrid 1957 (devant Unzicker, Pomar, O'Kelly et Rossolimo), Darga reçut le titre de maître international la même année, et celui de grand maître en 1964. Lors du tournoi interzonal de 1964, il finit onzième avec la 13,5 points sur 23 et il réussit à battre le futur champion du monde Boris Spassky ainsi que Borislav Ivkov et Samuel Reshevsky.
Darga finit quatrième du tournoi de Hastings 1958-1959. Au tournoi de Bled 1961, il termina 11e-13e avec 9 points sur 19 et réussit à annuler toutes ses parties contre les dix premiers joueurs (dont quatre soviétiques). Dans les années 1960, Darga remporta les tournois de
- Bognor Regis 1960 (mémorial Stevenson, ex æquo avec O'Kelly) ;
- Palma de Majorque 1965, ex aequo avec O'Kelly et Polmar ; ;
- Winnipeg 1967 (+3 =6), ex æquo avec Bent Larsen et devant Boris Spassky.

En 1970, il fut le deuxième remplaçant de l'équipe du Reste du monde lors du match URSS - Reste du monde, mais il ne disputa aucune partie.
De 1989 à 1997, Darga servit comme entraîneur et  secondant de Sergiu Samarian et Uwe Bönsch et comme entraîneur de l'équipe nationale allemande.